# Franz Albrecht Medicus

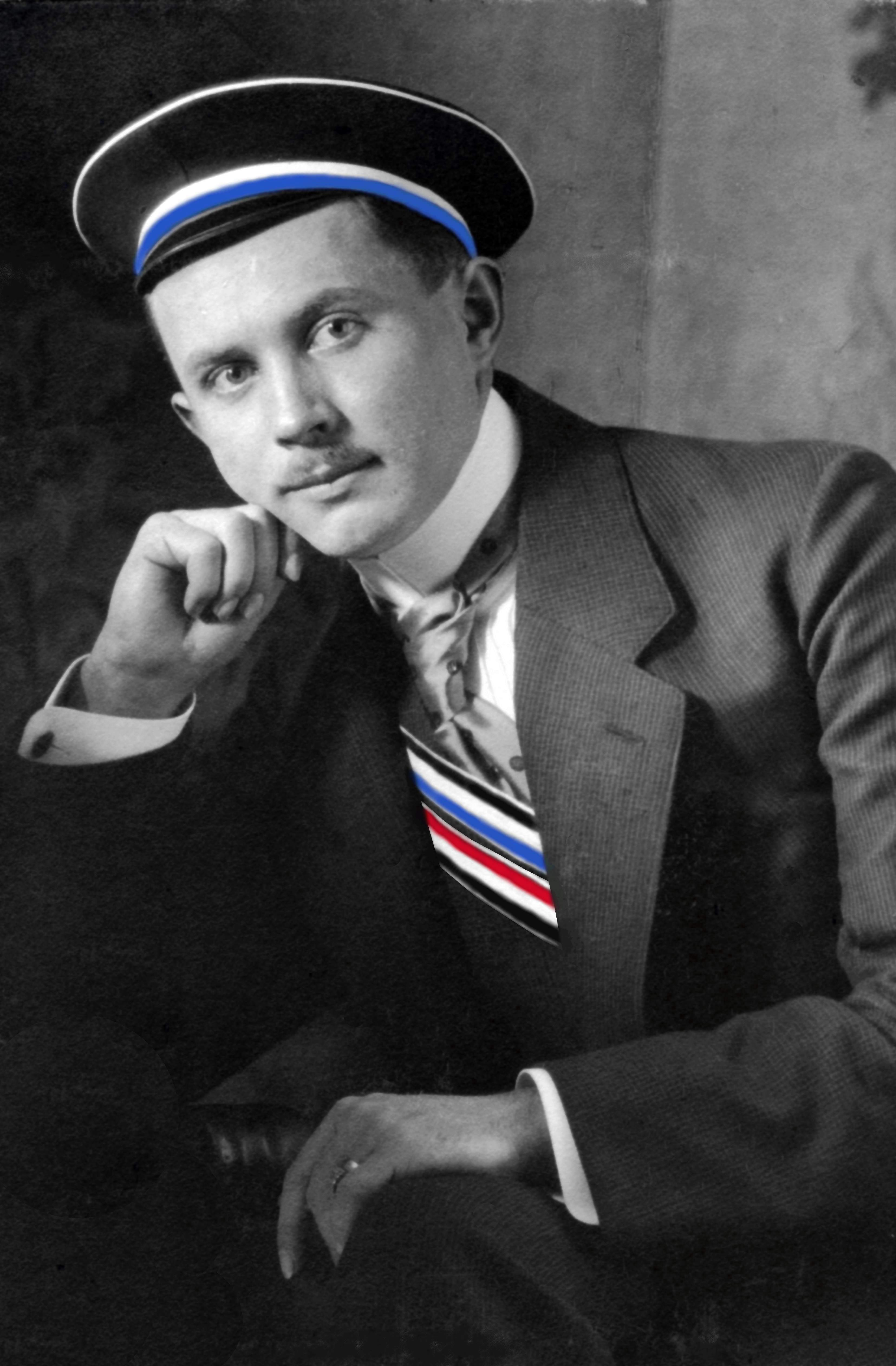
Franz Albrecht Medicus

Franz Albrecht Medicus (* 18. Dezember 1890 in Straßburg; † 5. Juli 1967 in Wiesbaden) war ein deutscher Jurist, Ministerialbeamter und Reichsbeauftragter für das Wahlprüfungsverfahren.

## Leben
Der Sohn eines Oberkriegsgerichtsrates beendete seine Schullaufbahn 1909 am Gymnasium. Dem Militärdienst folgte ein Studium der Rechtswissenschaft an der Ludwig-Maximilians-Universität München und der Kaiser-Wilhelms-Universität Straßburg. 1911 wurde er im Corps Suevia München und im Corps Suevia Straßburg recipiert. Medicus wurde 1913 Gerichtsreferendar und an der rechts- und staatswissenschaftlichen Fakultät der Kaiser-Wilhelms-Universität zum Dr. iur. promoviert. Danach trat er in Molsheim in den Justizdienst ein. Während des Ersten Weltkrieges leistete er von 1914 bis 1918 Kriegsdienst.
Nach Kriegsende wurde er Regierungsreferendar in Potsdam, Freienwalde und nach dem Assorexamen 1921 Regierungsassessor in Koblenz. 1922 wurde er Hilfsarbeiter im Preußischen Finanzministerium, später im Wissenschaftsministerium und erhielt die Beförderung zum Regierungsrat. Von April bis Dezember 1925 war er kommissarischer Landratsamtsverwalter in Franzburg und wechselte anschließend zur Präsidialabteilung der Regierung in Potsdam. 1929 wurde er Hilfsarbeiter im Reichsministerium des Innern. 1930 wurde er zum preußischen Oberregierungsrat ernannt und an das Oberpräsidium der Provinz Brandenburg überwiesen. Von 1927 bis 1931 war er Mitglied der Deutschen Volkspartei (DVP).
Anfang November 1933 wurde er Mitglied der SS (SS-Nummer 151.042) und gleichzeitig Oberregierungsrat im Reichsministerium des Innern. 1934 wurde er zum Ministerialrat ernannt und Dozent der Deutschen Hochschule für Politik, welche nach der Gleichschaltung ab 1937 direkt Joseph Goebbels unterstellt war. Anfang Mai 1937 trat er der NSDAP bei und wurde Schriftleiter des Reichsgesetzblattes. Anfang Oktober 1938 wurde er zum Ministerialdirigent ernannt. Ab 1940 war er in Frankreich Kriegsverwaltungschef beim Bezirkschef B in Angers und ab Juni 1942 beim Militärbefehlshaber in Paris, 1944 in der gleichen Funktion in Athen. Während seiner Tätigkeit in Paris hat Medicus Madame Simone Fleury, die der Resistance angehörte, vor der SS gerettet und damit ihren Abtransport ins Konzentrationslager verhindert. Medicus war ihr bester Freund, wie sie immer wieder bei Gesprächen betonte.
Nach Kriegsende befand er sich bis 1948 in Kriegsgefangenschaft. Von 1950 bis 1955 war er als Ministerialbeamter beim Bundesrechnungshof tätig, danach beim Außenamt der Evangelischen Kirche in Deutschland.

## Ehrungen
- Verdienstorden der Bundesrepublik Deutschland, Großes Verdienstkreuz (1955)

## Werke
- mit Georg Kaisenberg: Das Recht der nationalen Revolution. 1933 (mehrbändige Reihe)
- mit Georg Kaisenberg: Gleichschaltung der Länder mit dem Reich. 1933
- Neuaufbau des Reiches. In: Hans Frank: Handbuch für Recht und Gesetzgebung. 1935